# Legendary Eleven
Legendary Eleven es un videojuego de fútbol desarrollado por la compañía española Eclipse Games y lanzado en 2018 para PC y las consolas PlayStation 4, Nintendo Switch y Xbox One.

## Jugabilidad
Inspirado en los videojuegos de fútbol de tipo arcade, el juego recrea el fútbol de los años 70, 80 y 90. Su estilo es netamente arcade donde lo importante es el fútbol directo, las entradas duras y los tiros espectaculares desde medio campo que pueden acabar en gol.
Sin embargo el título incorpora cierto componente estratégico que complementa su naturaleza arcade como, por ejemplo, las opciones de elegir diferentes tipos de formaciones y estrategias, unos controles que permitirán dar pases al hueco medidos, hacer paredes y robos de balón suaves y fuertes. Así mismo se dispone del Super Tiro, un disparo que casi siempre es gol pero que necesita varios segundos para ser activado tras cargar una barra de energía al máximo con pases y regates (la cual se queda vacía si se pierde el balón).
A estas mecánicas simples se le suman los cromos que añaden mejoras a los defensas, el medio campo, los delanteros e incluso influyendo en las decisiones arbitrales. Estos cromos son elegidos justo antes de afrontar cada partido pudiendo equipar máximo 4.
El título cuenta con varios tipos de climas con sus respectivos aspectos del césped como lluvia, césped seco o terreno de juego nevado. Como curiosidad las vallas publicitarias del campo tienen nombres de marcas comerciales con letras cambiadas.
Con controles sencillos e intuitivos, el videojuego únicamente presenta dos modos de juego diferentes: partidos amistosos y campeonatos. En cuanto a los campeonatos se dispone de Copa África, Copa Asia, Copa América, Eurocopa y Mundial.

## Selecciones
36 selecciones nacionales están presentes en el juego, 44 en la versión para PC:
| - Alemania - Arabia Saudita - Argelia - Argentina - Australia - Austria* - Bélgica - Brasil - Bulgaria* - Camerún - Canadá* | - Checoslovaquia - Chile - China* - Colombia - Corea del Sur** - Dinamarca - Egipto - Escocia - España - Estados Unidos - Francia | - Gales* - Ghana - Holanda - Inglaterra - Irán* - Irlanda - Italia - Japón - Marruecos* - México - Nigeria | - Perú - Polonia - Portugal - Rumania - Senegal - Suecia - Túnez* - Turquía - Unión Soviética - Uruguay - Yugoslavia |

Solo en PC*
En el juego, aparece como Corea.**

## Recepción
Según Metacritic, el juego tiene una calificación de 54 sobre 100 según la crítica, y 6.0 sobre 10 según los usuarios. La crítica alaba la sencillez de manejo y el sistema de cromos, pero tiene reparos en relación con la limitación de opciones, las fallas de la animación y el audio limitado.